# Sundsvalls Gustav Adolfs distrikt
Sundsvalls Gustav Adolfs distrikt är ett distrikt i Sundsvalls kommun och Västernorrlands län. Distriktet omfattar de centrala delarna av tätorten Sundsvall (stadsdelsområdena Centrum, Norrmalm, Södermalm och Sidsjö-Böle samt delar av stadsdelsområdena Nacksta, Granlo, Haga, Heffners-Ortviken och Industriområde Skönsmon) samt ett område vidare söderut, inklusive en stor del av Södra Stadsberget. Befolkningsmässigt är distriktet landskapets såväl som länets största distrikt.

## Tidigare administrativ tillhörighet
Distriktet inrättades 2016 och utgörs av området som utgjorde Sundsvalls stad före 1948.
Området motsvarar den omfattning Sundsvalls Gustav Adolfs församling hade vid årsskiftet 1999/2000.

## Tätorter och småorter
I Sundsvalls Gustav Adolfs distrikt finns en tätort och tre småorter.

### Tätorter
- Sundsvall (del av)

### Småorter
- Backarna
- Medskogsbron (del av)
- Sörnacksta